# Jármy tanya
Jármytanya Balkány városrésze, Szabolcs-Szatmár-Bereg vármegyének a Nagykállói járásában, Nagykállótól 20 km-re

## Fekvése
Dimbes-dombos nyírségi vidéken helyezkedik el a 43 lakosú tanya.
Északról Balkány, keletről Koczoghtanya, délről Csiffytanya közvetlen határában és Bökönytől nyugatra található a tanya.

## Közlekedés
Aszfaltúton Balkány–Cibakpuszta–Baloghtanya–Koczoghtanya–Csiffytanya–Jármytanya útvonalon közelíthető meg. Bököny felől földút vezet.

## Története
A Jármy család ősei közül János, a második fiú volt az, aki Szabolcs vármegyében telepedett le. A Jármy családnak többek között a 19. században Balkányban is volt birtoka. A Jármy-kúria kertjének maradványában még ma is áll egy matuzsálemi korú, 150 évnél is idősebb védett fa, egy mamutfenyő.

## Külső hivatkozások
- Balkány Önkormányzatának honlapja